# Chagny-la-Horgne
Pour les articles homonymes, voir Chagny.
Chagny-la-Horgne est une ferme-château du XVe siècle située sur le territoire de la commune d’Ars-Laquenexy.

## Toponymie
- Horgne à Greive (1404, liste des vill.); Chagny, dit la Horgne, près d'Artz (dénombrement de 1680); Chany ou la Horgne, la Horgne-à-Ars ou à Grève (XVIIIe siècle, pouillé de M.); La Horgne-à-Ars (dictionnaire Viv.)[1].